# Fossorochromis rostratus
Fossorochromis rostratus, im Deutschen auch Fünffleckmaulbrüter genannt, ist eine afrikanische Buntbarschart, die endemisch im ostafrikanischen Malawisees vorkommt.

## Merkmale
Die Fische erreichen eine Länge von 30 cm. Der Körper ist langgestreckt und seitlich abgeflacht. Die Körperlänge liegt etwa beim 3,5-fachen der Körperhöhe. Die Schnauze hat die doppelte Länge des Augendurchmessers. Das Maul ist endständig und spitz, der Oberkiefer steht vor, die Oberlippe ist dick. Die in Ober- und Unterkiefer in vier Reihen angeordneten Zähne sind sehr klein. Die Kiemenrechen auf dem unteren Abschnitt des ersten Kiemenbogens sind lang und dünn. Auf den „Wangen“ finden sich drei Schuppenreihen. Die Schuppen auf dem Kiemendeckel sind groß. Die Brustflossen haben eine Länge von zwei Drittel der Kopflänge und reichen nicht bis zum Afterflossenansatz. Der Schwanzstiel ist 1,5 mal länger als hoch, die Schwanzflosse ist eingebuchtet. Die Schuppen haben leicht gezähnt Ränder.
- Flossenformel: Dorsale XV-XVI/11, Anale III/9.
- Schuppenformel: mLR 34–35, SL 1 23–24, SL 2 19–21.

Weibchen von Fossorochromis rostratus sind silbergrau und schimmern leicht messingfarben. Fünf, manchmal auch sechs schwarze Flecken, die sich teilweise bis nach oben zur Rückenflosse erstrecken, befinden sich auf der Mittellinie der Körperseiten. Die Flossen sind leicht russig, Rücken- und Afterflosse sind abgerundet. Männchen sind gelblich oder sandfarben, in Balzstimmung metallisch blau oder grünlich. Die bauchseitigen zwei Drittel des Körpers sind dann russig, manchmal auch fast schwarz. Die Flecken auf den Körperseiten sind stimmungsabhängig nicht immer sichtbar. Rücken- und Afterflosse laufen spitz aus. Die Rückenflosse ist an der Basis blau, sonst eher schwärzlich, die Afterflosse ist schwarz. Eiflecke sind nicht vorhanden.

## Lebensweise
Fossorochromis rostratus kommt nur über großen Sandflächen vor und ernährt sich von kleinen Krebstieren, Insektenlarven und anderen kleinen Wirbellosen. Zum Schutz gräbt sich die Art in den Sand ein. Wie fast alle Buntbarsche des Malawisees ist die Art ein Maulbrüter. Männchen sind revierbildend, polygam und aggressiv. Ein Gelege umfasst etwa 50 bis 100 Eier. Eier und Larven werden über einen Zeitraum von 22 bis 30 Tagen vom Weibchen im Maul geschützt.